# Emmanuel Fureix
 (février 2021).
Emmanuel Fureix, né en 1971, est professeur d'histoire contemporaine et spécialiste de l'histoire des cultures politiques au XIXe siècle. Il est maître de conférences en histoire contemporaine à l’université Paris-Est-Créteil depuis 2004.

## Biographie
Emmanuel Fureix est un ancien élève de l'École normale supérieure où il est entré en 1991. En 1994, il est agrégé d'histoire. En 2003, il soutient sa thèse « Mort et politique à Paris sous les monarchies censitaires : mises en scène, cultes, affrontements, 1814-1835 », sous la direction d'Alain Corbin à l'université Paris 1 Panthéon-Sorbonne. Ce travail a donné lieu à la publication de l'ouvrage La France des larmes : deuils politiques à l'âge romantique : 1814-1840 en 2009 chez Champ Vallon.
Emmanuel Fureix est secrétaire général de la Société d'histoire de la Révolution de 1848 et des Révolutions du XIXe siècle (depuis septembre 2016). Il est également membre du comité de rédaction de la Revue d'histoire du XIXe siècle,.
Emmanuel Fureix s'est spécialisé dans l'histoire visuelle et l'histoire des symboles politiques (avec la pratique de l'iconoclasme). Ainsi, il est parfois interrogé dans les médias sur le déboulonnage de statues, ou le vandalisme.

### Récompenses et distinctions
- 2004 : prix John Jaffé[11] décerné par la Chancellerie des universités de Paris

## Publications
- La France des larmes. Deuils politiques à l’âge romantique (1814-1840), Seyssel, Champ Vallon, coll. « Époques », 2009 Prix Chateaubriand (ou grand prix d'histoire Chateaubriand) 2009[12],[13].
- Le Siècle des possibles (1814-1914), Paris, PUF, coll. « Une histoire personnelle de la France », 2014
- L’Œil blessé. Politiques de l’iconoclasme après la Révolution française, Seyssel, Champ Vallon, 2020

### En collaboration
- Avec Jean-Claude Caron, Frédéric Chauvaud et Jean-Noël Luc, Entre violence et conciliation. La résolution des conflits sociopolitiques en Europe au XIXe siècle, Rennes, Presses universitaires de Rennes, 2008
- Avec Jean-Claude Caron et Sylvie Aprile, La Liberté guidant les peuples. Les révolutions de 1830 en Europe, Seyssel, Champ Vallon, 2013
- Avec François Jarrige, La Modernité désenchantée. Relire l'histoire du XIXe siècle français, Paris, La Découverte, 2015

### Direction d'ouvrage
- Iconoclasme et révolutions de 1789 à nos jours, Seyssel, Champ Vallon, 2014

### Livre audio
- La France du XIXe siècle : de 1814 à 1914, un cours particulier d'Emmanuel Fureix, Vincennes, Frémeaux & Associés, coll. « Histoire de France », 2013 (4 disques compacts)